# Frank Brangwyn

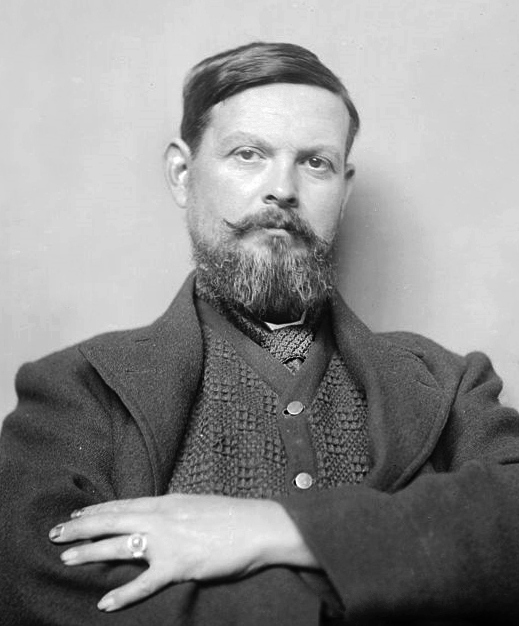
Frank Brangwyn um 1900

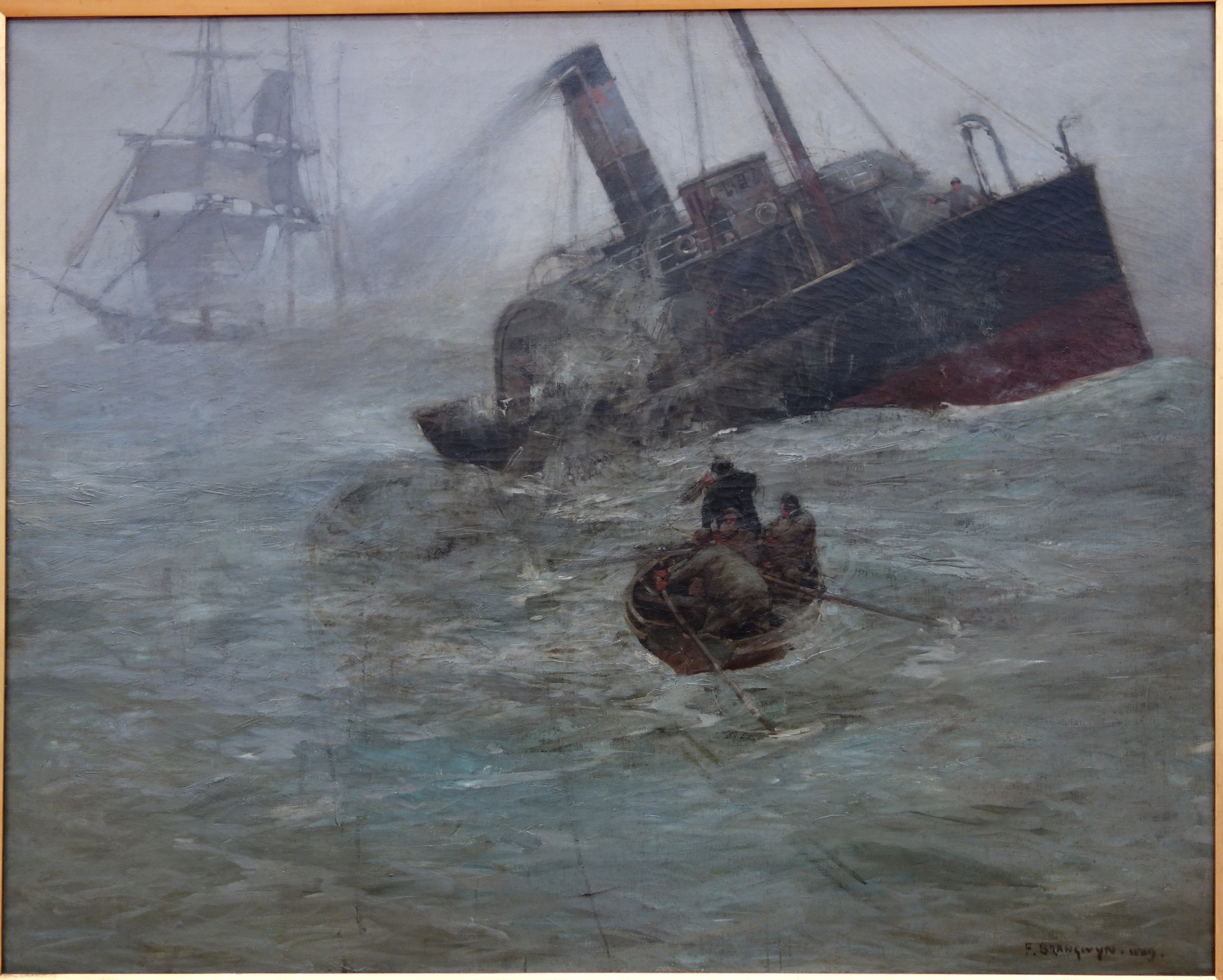
Frank Brangwyn (1889): Stürmische See

Sir Frank William Brangwyn (* 12. Mai 1867 in Brügge; † 11. Juni 1956 in Ditchling, East Sussex) war ein walisischer Maler, Grafiker, Illustrator und Designer. Clifford Musgrave schätzte 1952 Brangwyns Werk auf über 12 000 Exemplare – davon um die 1000 Ölbilder, 400 Radierungen und Holzschnitte sowie 280 Lithografien.

## Leben
Von 1865 bis 1872 lebte der britische Designer und Dekorateur William Curtis Brangwyn (1837–1907) mit seiner Frau Eleanor Griffiths in Brügge, wo er unter anderem die Heilig-Blut-Basilika restaurierte. In Brügge wurde der Sohn Frank geboren. Frank hatte vier Geschwister – Ellen, Philip, Cuthbert und Lawrence. 1872 ging die Familie nach England zurück. Dort besuchte Frank die Westminster City School in London-Westminster und nahm nebenher im South Kensington Museum Zeichenunterricht. Dort, gefördert von dem Designer Arthur Heygate Mackmurdo (1851–1942), kam er bei William Morris als Glaser-Lehrling unter und fertigte darauf Tapeten und Stickereien an.
1884 konnte Frank Brangwyn auf der Royal Academy Summer Exhibition eines seiner Gemälde an einen Reeder verkaufen, trat darauf der Royal Naval Reserve bei und malte Seestücke. Auf einem Frachter jenes Reeders durfte er 1890 als Maler nach Konstantinopel reisen. Es entstanden die Gemälde Seebestattung – 1891 auf dem Pariser Salon prämiert – und The Golden Horn, Constantinople. Angezogen von dem Licht südlicher Länder wandte er sich dem Orientalismus zu; suchte Südafrika, Sansibar, Spanien, Ägypten, wieder die Türkei und Marokko auf. 1895 kaufte die französische Regierung sein Gemälde Markt in Marokko. 1895 gestaltete er die Fassade von Siegfried Bings Pariser Galerie L'Art Nouveau neu. 1896 illustrierte er Edward William Lanes Übersetzung von Tausendundeiner Nacht ins Englische in einer sechsbändigen Neuausgabe. 1908 dekorierte er die ganze Apsis der St. Aidans Kirche in Leeds mit einem Glasmosaik, in dem das Leben des Heiligen Aidan von Lindisfarne dargestellt ist. Wandgemälde schuf er für die Londoner Färbergilde (1901–1909), die Royal Exchange in London (1906), die Panama-Pacific International Exposition in San Francisco (1915), das Manitoba Legislative Building in Winnipeg (1918–1921), für eine Kapelle im Christ's Hospital in Horsham (1912–1923), für das Missouri State Capitol in Jefferson City (1915–1925) und eine Lünette für das Gerichtsgebäude des Cuyahoga County in Cleveland (1911–1915). 1917 schuf er zusammen mit dem japanischen Grafiker Urushibara Mokuchu (1888–1953) eine Serie von Holzschnitten.
1930 bis 1934 malte er zusammen mit Diego Rivera und Josep Maria Sert die Halle des RCA Buildings in New York aus. Er gestaltete die Bemalung des Erste-Klasse-Speisesaales des kanadischen Ozeandampfers Empress of Britain (1930–1931). In der Dunedin Public Art Gallery und im Museum of New Zealand Te Papa Tongarewa befinden sich große Wandbilder auf Leinwand.
Obwohl Brangwyn während des Ersten Weltkrieges 80 Plakate schuf – zum Beispiel zu den Kämpfen bei Dixmuide – gilt er nicht als Kriegsmaler. Seine Schöpfungen schenkte er zumeist humanitären Hilfsorganisationen. In der Konzerthalle Swansea, die nach dem Künstler benannt ist, finden sich weitere Zeugnisse – Gemälde, die Frank Brangwyns Auseinandersetzung mit dem Ersten Weltkrieg dokumentieren.
In den 1930ern schenkte er etliche seiner Werke dem British Museum, der William Morris Gallery in London Borough of Waltham Forest, dem National Museum Wales und dem Arentshaus in Brügge.
International als Künstler längst anerkannt, fiel der britischen Kunstkritikerschar die Einordnung von Frank Brangwyns weit gefächertem Werk nicht ganz leicht.

## Familie
Nach einer Liaison Frank Brangwyns mit Ellen Kate Chesterfield wurde 1885 James Barron Chesterfield-Brangwyn in Mevagissey geboren. 1896 heiratete Frank Brangwyn die Krankenschwester Lucy Ray. Die Ehe blieb kinderlos. Lucy starb 1924.

## Ehrungen, Ämter und Mitgliedschaften
- 1902 Chevalier de la Légion d’Honneur
- 1904 Korrespondierendes Mitglied der Royal Academy of Arts
- 1911 Orden der Krone von Italien (Ritter)
- 1917 Ritterorden der hl. Mauritius und Lazarus
- 1919 und 1936 Leopoldsorden (Belgien)
- 1919 Erster Präsident der britischen Society of Graphic Art
- 1919 Ordentliches Mitglied der Royal Academy of Arts
- 1920 Assoziiertes Mitglied der Académie royale des Sciences, des Lettres et des Beaux-Arts de Belgique[3]
- Mitglied der Royal Watercolour Society
- 1925–1926 Präsident der Royal Birmingham Society of Artists
- 1932 Albert Medal (Royal Society of Arts)
- 1941 Knight Bachelor